# بکودوکا
بکودوکا (به لاتین: Bekodoka) یک منطقهٔ مسکونی در ماداگاسکار است که در بسالامپی (بخش) واقع شده‌است.
 بکودوکا  ۱۰٬۰۰۰ نفر جمعیت دارد و ۲۶۲ متر بالاتر از سطح دریا واقع شده‌است.